# 未定義 (數學)
在數學中，未定義一詞有多種含義，其確切的含義是取決於上下文的。例如，在幾何學中，一些簡單的元詞，如點和線稱為未定義項；在算數學中，運算操作被稱為“未定義”，最著名的例子是，除以零是不確定的；在代數學中，函數在該領域的點上被說是未定義的，例如，在實數系統中，{\displaystyle f(x)={\sqrt {x}}}對於負數的{\displaystyle x}是不確定的。